# تشارلز ياردلي ويفر
تشارلز ياردلي ويفر هو سياسي كندي، ولد في 9 يونيو 1884 في ليفربول في المملكة المتحدة، وتوفي في 1 أكتوبر 1930 في إدمونتون في كندا. نشط حزبياً في الرابطة التقدمية المحافظة في ألبرتا ‏. وقد انتخب عضو الجمعية التشريعية في ألبرتا ‏.